# رودريغو كابالوتشي
رودريغو كابالوتشي (بالإسبانية: Rodrigo Caballuci)‏ (22 يوليو 1992 بلوماس دي ثامورا في الأرجنتين - ) هو لاعب كرة قدم أرجنتيني في مركز الوسط.

## روابط خارجية
- رودريغو كابالوتشي على موقع قاعدة بيانات كرة القدم.إي يو (الإنجليزية)
- رودريغو كابالوتشي على موقع Soccerway.com (الإنجليزية)